# Marmosops fuscatus
Marmosops fuscatus, llamada vulgarmente marmosa esbelta parda, es una especie de marsupiales didelfimorfos de la familia Didelphidae.

## Distribución geográfica
Se encuentra en Sudamérica: Colombia, Venezuela y la isla Trinidad.